# Schullaufbahnberatung
Die Schullaufbahnberatung ist die Beratung bei der Entscheidung über den angemessenen Ort der zukünftigen Schullaufbahn eines Schülers. Sie ist originäre Aufgabe jedes Lehrers, der sich dabei von Beratungslehrern und Schulpsychologen – gelegentlich auch von Sozialpädagogen/Sozialarbeitern, je nach Schulorganisation und in schwierigen Fällen besonders – unterstützen lassen kann. Die Information über die vor Ort angebotenen Bildungsgänge und ihre Zugangsvoraussetzungen wird auch Bildungsberatung genannt. Schullaufbahnberatung kann in einem von der Schule eingerichteten Raum (Regelfall), aber auch in einer von der Stadt (Schulberatung) oder einem anderen Träger angebotenen Beratungsstelle stattfinden.

## Schullaufbahnberatung im gegliederten Schulsystem
Die Schullaufbahnberatung betrifft in einem gegliederten Schulsystem die Übergangsstellen wie Einschulung, Übergang auf eine weiterführende Schule und in das berufsbildende Schulsystem bzw. ins Studium. Die Berufsberatung selbst hingegen ist nicht notwendigerweise mehr Teil der Schullaufbahnberatung. In Einzelfällen allerdings sind Schullaufbahn und Berufsberatung schwer zu trennen, insbesondere bei Beratung vor dem Schulabschluss.
Zum anderen kann bei einem Schüler die Rückversetzung, Wiederholung (‚Sitzenbleiben‘) oder das Überspringen einer Klasse Beratungsgegenstand sein. Auch die Umschulung auf eine andere Schulform ist ein Beratungsanlass.
Grundlage jeder Schullaufbahnberatung ist die Prognose über das weitere Lernverhalten des einzelnen Schülers und seine Passung zum vorhandenen Bildungsangebot. Dabei spielt die individuelle Begabung zwar die gewichtigste Rolle, ist aber nur ein Aspekt unter vielen. Die Leistungsmotivation, die Fähigkeit zur eigenständigen und konzentrierten Arbeit, die Unabhängigkeit von der einzelnen Lehrkraft, die Prüfungsangst und die Fähigkeit, in der Gruppe zu lernen, sind weitere Aspekte, die unbedingt berücksichtigt werden müssen.
Grundsätzlich wird eine Schullaufbahnberatung leisten müssen:
- Darlegung und Beschreibung der bisher genutzten Bildungsmöglichkeiten (des Schülers)
- Beschreibung und Analyse der Situation eines zu beratenden Schülers (Ist-Situation)
- Darlegung der angebotenen Bildungsmöglichkeiten am Ort bzw. in der Region
- Skizzieren des möglichen weiteren Bildungswegs bzw. der Möglichkeiten (Zukunftsperspektive des zu Beratenden) als abschließende Leistung der Beratung
- unter Umständen Verweis auf Möglichkeiten der weiteren/anschließenden Beratung durch eine andere Institution (z. B. Berufs- oder Studienberatung)

Häufig suchen nicht nur die Schüler, sondern auch die Eltern die Schullaufbahnberatung auf (oft in Begleitung des Schülers). Dabei ist zu beachten, ob der Schüler volljährig ist.

## Schullaufbahnberatung in Deutschland
Grundsätzlich ist jeder Lehrer zur Beratung verpflichtet. Bei weitem nicht jede Schule in Deutschland verfügt aber über eine ausgewiesene Schullaufbahnberatung. Nicht jede Schullaufbahnberatungsstelle verfügt über einen qualifizierten Berater. Die mindeste Voraussetzung scheint zu sein: Ein Lehrer der Schule ist Berater auf Grund der Tatsache, dass er eine Fortbildung erfolgreich abgeschlossen hat. Das ist gelegentlich der Fall – jedoch durchaus nicht Regelfall.
Ausgebildete Psychologen oder Sozialpädagogen sind in der Schullaufbahnberatung sehr selten – manchmal jedoch in der Kombination mit einer spezifischen Beratungsstelle vorhanden, die eine Stadt zentral für alle ihre Schulen eingerichtet hat. Wenn es halbwegs gut geht, koordiniert ein Lehrer bestenfalls nur einige Stunden in der Woche die Beratung an der Schule, selbst wenn es eine Schule mit mehreren hundert Schülern sein sollte. Ein günstig gelegenes Beratungszimmer, das auch eine störungsfreie Beratung ermöglicht, ist nicht selbstverständlich. Gemessen an der Tatsache, dass fundierte Beratung vielen Schülern Zeit erspart, wird diese Beratung in Deutschland zu wenig ernst genommen.
Eine gut geführte Schule organisiert zu bestimmten Zeiten Sonderberatungen – z. B. in Verbindung mit einem Tag der offenen Tür und einem „Markt der Bildungs- und Ausbildungsmöglichkeiten in der Region“, wenn Einschulungen z. B. an der berufsbildenden Schule anstehen.

## Kritik
Ein kritischer Aspekt ist der Einbezug des Bildungshintergrundes der Eltern, der für die häuslichen Unterstützungsmöglichkeiten entscheidend ist. Laut PISA-2003 ist Deutschland das Land, das das sozial selektivste Schulsystem aller Vergleichsländer hat: Ein Kind aus bildungsnahem Milieu hat bei gleicher kognitiver Kompetenz und Leistung die vierfach bessere Chance, eine Gymnasialempfehlung zu erhalten, als ein Kind mit sozial schwächerem Hintergrund (siehe auch: PISA-Studien#Einfluss des sozialen Hintergrunds und Chancengleichheit). Damit haben sich die schon schlechten Ergebnisse von PISA-2000 weiter verschärft. Neben dem persönlichen Leid der Betroffenen stellt dies eine ungeheure Verschwendung von Ressourcen dar. Inwieweit dies mit der im internationalen Vergleich äußerst frühen Aufteilung auf die weiterführenden Schulen zusammenhängt (nur Österreich und wenige Kantone der Schweiz teilen ähnlich früh auf), ist in der wissenschaftlichen Diskussion umstritten.
Laut einer Studie des Bundesministerium für Bildung und Forschung werden Jungen auch bei gleichen Noten seltener von den Lehrkräften für gymnasialgeeignet angesehen als Mädchen.